# 岡田隆
岡田 隆（おかだ りゅう、1984年4月10日 - ）は、日本の元サッカー選手。ポジションはDF、MF（ボランチ）。静岡県藤枝市出身。

## 来歴
ジュビロ磐田のジュニアユースであるジュビロSS掛川でプレーし、高校時代はサッカーの名門・ 藤枝東高校で成岡翔や大井健太郎と共にプレーした。筑波大学進学後は1年生でレギュラーを奪取し、大学選抜チームの常連でもあった。
2007年に、中学生時代にプレーしたジュビロ磐田のオファーを受けて入団。守備の職人であった服部年宏移籍後の後継者として期待され、2年目の終盤はけが人続出のDFラインの一角を担い、磐田のJ1残留に貢献した。2009年と2010年にはレギュラーとしてプレーすることも増えた。
2012年は、アビスパ福岡へ期限付き移籍。2013年も期限付き移籍が延長となり、そのまま福岡に所属することが決まり、期限付きの加入ながらも、チームの主将としてプレーした。
2014年シーズンからは磐田へ復帰。2015年シーズンから、チームキャプテンになったが、怪我の影響もありリーグ戦は無出場に終わったがチームはJ1復帰を果たした。
2016年10月、クラブからスタッフ入りを打診されたため同年末に現役引退を発表。

## 所属クラブ
アマ経歴
- 西益津サッカースポーツ少年団 (藤枝市立西益津小学校)
- 1997年 - 1999年 ジュビロSS掛川 (藤枝市立西益津中学校)
- 2000年 - 2002年 静岡県立藤枝東高等学校
- 2003年 - 2006年 筑波大学

プロ経歴
- 2007年 - 2016年 ジュビロ磐田
  - 2012年 - 2013年 アビスパ福岡 (期限付き移籍)

## 個人成績
| 国内大会個人成績 | 国内大会個人成績 | 国内大会個人成績 | 国内大会個人成績 | 国内大会個人成績 | 国内大会個人成績 | 国内大会個人成績 | 国内大会個人成績 | 国内大会個人成績 | 国内大会個人成績 | 国内大会個人成績 | 国内大会個人成績 |
| 年度             | クラブ           | 背番号           | リーグ           | リーグ戦         | リーグ戦         | リーグ杯         | リーグ杯         | オープン杯       | オープン杯       | 期間通算         | 期間通算         |
| 年度             | クラブ           | 背番号           | リーグ           | 出場             | 得点             | 出場             | 得点             | 出場             | 得点             | 出場             | 得点             |
| 日本             | 日本             | 日本             | 日本             | リーグ戦         | リーグ戦         | リーグ杯         | リーグ杯         | 天皇杯           | 天皇杯           | 期間通算         | 期間通算         |
| ---------------- | ---------------- | ---------------- | ---------------- | ---------------- | ---------------- | ---------------- | ---------------- | ---------------- | ---------------- | ---------------- | ---------------- |
| 2005             | 筑波大           | 6                | -                | -                | -                | -                | -                | 1                | 1                | 1                | 1                |
| 2007             | 磐田             | 19               | J1               | 0                | 0                | 2                | 0                | 0                | 0                | 2                | 0                |
| 2008             | 磐田             | 19               | J1               | 5                | 0                | 1                | 0                | 1                | 0                | 7                | 0                |
| 2009             | 磐田             | 19               | J1               | 14               | 1                | 3                | 0                | 3                | 0                | 20               | 1                |
| 2010             | 磐田             | 3                | J1               | 8                | 0                | 6                | 0                | 2                | 0                | 16               | 0                |
| 2011             | 磐田             | 3                | J1               | 4                | 0                | 2                | 0                | 1                | 0                | 6                | 0                |
| 2012             | 福岡             | 3                | J2               | 25               | 0                | -                | -                | 1                | 0                | 26               | 0                |
| 2013             | 福岡             | 3                | J2               | 34               | 0                | -                | -                | 1                | 0                | 35               | 0                |
| 2014             | 磐田             | 3                | J2               | 14               | 0                | -                | -                | 3                | 0                | 17               | 0                |
| 2015             | 磐田             | 3                | J2               | 0                | 0                | -                | -                | 2                | 0                | 2                | 0                |
| 2016             | 磐田             | 19               | J1               | 0                | 0                | 2                | 0                | 2                | 0                | 4                | 0                |
| 通算             | 日本             | 日本             | J1               | 31               | 1                | 16               | 0                | 9                | 0                | 56               | 1                |
| 通算             | 日本             | 日本             | J2               | 73               | 0                | -                | -                | 7                | 0                | 80               | 0                |
| 通算             | 日本             | 日本             | 他               | -                | -                | -                | -                | 1                | 1                | 1                | 1                |
| 総通算           | 総通算           | 総通算           | 総通算           | 104              | 1                | 16               | 0                | 17               | 1                | 137              | 2                |

その他の公式戦
- 2008年
  - J1・J2入れ替え戦 2試合0得点
- 2014年
  - J1昇格プレーオフ 1試合0得点

その他の国際公式戦
- 2011年
  - スルガ銀行チャンピオンシップ 1試合0得点

出場歴
- 公式戦初出場 - 2007年5月9日 ナビスコカップ グループリーグ第5節 大分トリニータ戦（ヤマハスタジアム）
- Jリーグ初出場 - 2008年10月25日 J1 第30節 名古屋グランパスエイト戦（豊田スタジアム）
- Jリーグ初得点 - 2009年8月1日 J1 第20節 ジェフユナイテッド千葉戦（ヤマハスタジアム）

## 代表歴・選抜歴
- 静岡県選抜 (2001年、2002年)
- 関東大学選抜 (2005年、2006年)
- 全日本大学選抜 (2006年)

## 出演

### ミュージック・ビデオ
- USAGI「君の風になって」 (2015年)